# Glipa hieroglyphica
Glipa hieroglyphica är en skalbaggsart som först beskrevs av Schwarz 1878.  Glipa hieroglyphica ingår i släktet Glipa och familjen tornbaggar. Inga underarter finns listade i Catalogue of Life.